# 옥천 육씨
옥천 육씨(沃川陸氏)는 충청북도 옥천군을 본관으로 하는 한국의 성씨이다.

## 역사
《옥천육씨대동보(沃川陸氏大同譜)》와 《조선씨족통보(朝鮮氏族統譜)》에 따르면, 옥천 육씨(沃川陸氏)의 시조(始祖) 육보(陸普)는 중국 절강성(浙江省) 사람으로 927년(고려 태조 10년, 후백제 견훤 28년, 신라 경순왕 원년) 후당(後唐) 명종(明宗)이 문학전례지신(文學典禮之臣)을 뽑아 신라에 선교사(宣敎師)로 보낼 때 홍천하·정한 등과 함께 8학사의 한 사람으로 후삼국시대의 한반도에 동래(東來)하였다고 한다. 
그러나 중간 계대(繼代)를 실전(失傳)하여 고려 충렬왕 때 주부(主簿)를 역임한 육인단(陸仁端)을 1세조(一世祖)로 하여 세계(世系)를 계승(繼承)하여 왔다.

## 본관
옥천(沃川)은 충청북도 남쪽에 위치하는 지명이다. 신라의 고시산군(古尸山郡)이었는데 경덕왕 때에 관성군(管城郡)으로 고쳤고, 1313년(고려 충선왕 5년)는 옥주(沃州)로 승격했다. 1413년(조선 태종 13)에는 옥천으로 개칭하고 경상도 관할에서 충청도로 변경하였다. 《세종시록지리지》에 충청도 옥천군의 토성(土姓)으로 육(陸)·황(黃)·전(全)·신(申) 4성이 기록되어 있다. 1896년 충청북도 옥천군이 되었다.

## 분파
육인단(陸仁端)의 손자 육거원(陸巨遠)의 아들 대에서 덕곡공파(德谷公派)·목사공파(牧使公派)·순찰사공파(巡察使公派)·낭장공파(郎將公派)로 분파되었다. 맏아들 육려(陸麗)는 덕곡공파(德谷公派), 둘째 육항(陸沆)은 공주목사공파(公州牧使公派), 셋째 육비(陸埤)는 순찰사공파(巡察使公派), 넷째 육수(陸綬)는 낭장공파(郎將公派)로 크게 갈라졌고, 막내인 육태귀(陸台貴)는 손자대에서 후손이 끊겼다.
- 덕곡공파(德谷公派) - 육려(陸麗)
- 목사공파(牧使公派) - 육항(陸沆)
- 순찰사공파(巡察使公派) - 육비(陸埤)
- 낭장공파(郎將公派) - 육수(陸綬)

## 인물
덕곡공파(德谷公派)의 육려(陸麗)는 고려 말에 도순찰사(都巡察使)로 왜적(倭賊)을 격퇴하는 데 공(功)을 세워 크게 이름을 날렸으며, 조선이 개국(開國)하자 절개를 지켜 벼슬을 버리고 충남 공주 덕리(德里)에 은거(隱居)하였다. 그의 손자(孫子) 육명산(陸命山)은 대장군(大將軍)을 역임했으며 후대에 내려가 다시 석동계(石同系)와 석정계(石貞系)로 나뉘어 조선조(朝鮮朝)에서 충의(忠義)의 전통을 이었다.
목사공파(牧使公派) 육항(陸沆)의 맏아들 진(晉)의 후손에서 부위(副尉)를 지낸 육저(渚)와 제주목사(濟州牧使) 육한(陸閑), 동래현감(東來縣監) 육세영(陸世英), 조선(朝鮮) 정조(正祖) 때 유학자 육상지(陸相贄) 등이 있고, 둘째 상(常)의 후손으로는 동지중추부사(同知中樞府事) 육춘수(陸春秀), 만호(萬戶) 육석(陸碩)과 선조(宣祖) 때 훈련원 판관(訓鍊院判官) 육성우(陸成禹) 등이 있다.
순찰사공파(巡察使公派)는 육비(陸埤)의 아들 애(涯)가 참판(參判)을 지냈으며, 그의 두 아들 부사 육지와 참봉(參奉) 육헌(陸軒)의 대(代)에서 다시 두 파로 갈라졌다.
낭장공파(郎將公派)는 조선 명종(明宗) 때 장사랑(將士郞)을 지낸 육한종(陸漢宗)과 선조(宣祖) 때 통정대부(通政大夫)를 역임한 육붕(陸鵬)이 대표적이며, 숙종(肅宗) 때 학자 육홍(陸鴻)은 문장(文章)과 덕행(德行)으로 이름을 날렸으며 저서(著書)로 「석정유고(石亭遺稿)」를 남겼다.
- 육대춘(陸大春) : 자는 건중(建中), 호는 경암(敬菴). 1546년(명종 1) 증광 문과에 급제하여 첨정(僉正), 광양현감, 도승지(都承旨)를 역임했다.
- 육용정(陸用鼎, 1843년 ~ 1917년) : 호는 의전(宜田). 충청북도 옥천군 청산현 출신. 아버지 육병규(陸炳奎, 1811∼1849)와 어머니 성주이씨(星州李氏) 사이에서 장남으로 태어났다. 기호성리학(畿湖性理學)의 거두였던 고산(鼓山) 임헌회(任憲晦)의 문하에서 수학하였으며, 1894년(고종 31) 아들 육종윤(陸鍾允)이 제중원주사(濟衆院主事)의 직위에 오르면서 육용정은 서오릉(西五陵)의 참봉(參奉)에 제수(除授)되었다. 그 해 갑오농민운동이 발발하면서 서울로 이사하게 되었고 참의교섭통상사무(參議交涉通商事務)로 승진하기도 하였다. 그러나 육종윤이 아관파천 당시 유길준과 함께 일본으로 망명하면서 그도 관직 생활을 그만두었다. 이후에는 은거하면서 당대 지식인이었던 김택영(金澤榮)‧김윤식(金允植) 등과 교유하였다. 1912년에는 그간 저술되었던 『의전문고(宜田文稿)』, 『의전시고(宜田詩稿)』, 『의전속고(宜田續稿)』, 『의전기술』 등을 모아서 『의전합고(宜田合稿)』를 출판하였다.
- 육종윤(陸鍾允, 1863년 ~ ?) : 1891년(고종 28) 진사(進士)가 되고, 1994년 참의교섭통상사무(參議交涉通商事務)가 되었다. 1995년 3품으로 외부 교섭 국장(外部交涉局長)에 임용되고 주임관(奏任官) 4등에 서임되었다.
- 육홍균(陸洪均, 1900년 ~ 1983년) : 독립운동가. 제헌 국회의원.
- 육지수(陸芝修, 1907년 ~ 1967년) : 서울대학교 지리학과 교수. 대한지리학회 부회장.
- 육영수(陸英修, 1925년 ~ 1974년) : 박정희 대통령의 부인
- 육굉수(陸宏修, 1925년 ~ 2023년) : 인하대학교 기계공학과 교수
- 육완순(陸完順, 1933년 ~ 2021년) : 무용가. 이화여대 교수.
- 육동한(陸東翰, 1959년 ~ ) : 제3대 국무총리실 국무차장. 제37대 춘천시장.
- 육동인(陸東仁, 1962년 ~ ) : 대통령비서실 홍보수석실 춘추관장. 메드팩토 부사장.

## 항렬자
| 木                                                   | 火                                                   | 土                                                   | 金                                                   | 水                                                   | 木                                                   | 火                                                   | 土                                                   | 金                                                   | 水                                                   |
| 20세                                                 | 21세                                                 | 22세                                                 | 23세                                                 | 24세                                                 | 25세                                                 | 26세                                                 | 27세                                                 | 28세                                                 | 29세                                                 |
| 상(相) 김(金) 희(熙) 진(珍) 광(光) 수(洙)            | 병(炳) 신(申) 명(明) 림(林) 세(世) 나(娜)            | 균(均) 조(趙) 민(民) 호(鎬) 공(公) 달(達)            | 종(鐘) 육(陸) 기(基) 항(恒) 보(菩) 지(枳) 진(鎭)     | 수(洙) 수(修) 순(淳) 영(永)                          | 근(根) 동(東)                                        | 심(心) 연(然) 열(烈)                                 | 군(君) 기(基)                                        | 금(錦) 정(錠)                                        | 치(治) 원(源)                                        |
| 30세                                                 | 31세                                                 | 32세                                                 | 33세                                                 | 34세                                                 | 35세                                                 | 36세                                                 | 37세                                                 | 38세                                                 | 39세                                                 |
| 보(保) 모(模)                                        | 구(久) 훈(熏)                                        | 생(生) 배(培)                                        | 명(銘) 호(鎬)                                        | 지(知) 옥(沃)                                        | 인(仁) 주(柱)                                        | 섭(燮) 환(煥)                                        | 재(在) 중(重)                                        | 현(鉉) 일(鎰)                                        | 준(準) 기(沂)                                        |
| 짝수 세대는 마지막 자의 돌림을 쓰고 홀수 세대는 중간 | 짝수 세대는 마지막 자의 돌림을 쓰고 홀수 세대는 중간 | 짝수 세대는 마지막 자의 돌림을 쓰고 홀수 세대는 중간 | 짝수 세대는 마지막 자의 돌림을 쓰고 홀수 세대는 중간 | 짝수 세대는 마지막 자의 돌림을 쓰고 홀수 세대는 중간 | 짝수 세대는 마지막 자의 돌림을 쓰고 홀수 세대는 중간 | 짝수 세대는 마지막 자의 돌림을 쓰고 홀수 세대는 중간 | 짝수 세대는 마지막 자의 돌림을 쓰고 홀수 세대는 중간 | 짝수 세대는 마지막 자의 돌림을 쓰고 홀수 세대는 중간 | 짝수 세대는 마지막 자의 돌림을 쓰고 홀수 세대는 중간 |
| ---------------------------------------------------- | ---------------------------------------------------- | ---------------------------------------------------- | ---------------------------------------------------- | ---------------------------------------------------- | ---------------------------------------------------- | ---------------------------------------------------- | ---------------------------------------------------- | ---------------------------------------------------- | ---------------------------------------------------- |

## 과거 급제자
옥천 육씨는 조선시대 문과 급제자 1명, 무과 급제자 7명, 생원·진사 11명을 배출하였다.
문과
육대춘(陸大春)
무과
육억구(陸億龜) 육자흘(陸自屹) 육중수(陸重秀) 육중휘(陸重輝) 육진성(陸震聲)
육천구(陸千龜) 육충립(陸忠立)
생원시
육공달(陸公達) 육금석(陸金石) 육대붕(陸大鵬) 육병란(陸炳蘭) 육상룡(陸相龍)
육치(陸峙)
진사시
육용필(陸用弼) 육종윤(陸鍾允) 육지원(陸祉遠) 육해원(陸海源) 육홍운(陸鴻運)

## 집성촌
- 충청북도 옥천군 청성면 도장리
- 충청북도 옥천군 옥천읍
- 충청남도 금산군 제원면 용화리
- 전라북도 장수군 산서면 마하리·원흥리

## 인구
- 1985년 옥천 육씨 (4,341가구 18,027명) + 관성 육씨 (110가구 460명) = 18,487명
- 2000년 옥천 육씨 (6,259가구 20,173명) + 관성 육씨 (404가구 1,329명) = 21,502명
- 2015년 옥천 육씨 21,410명 + 관성 육씨 1,183명 = 22,593명